# Aubinn-eekhoorn
De aubinn-eekhoorn (Protoxerus aubinnii)  is een zoogdier uit de familie van de eekhoorns (Sciuridae). De wetenschappelijke naam van de soort werd voor het eerst geldig gepubliceerd door Gray in 1873.

## Voorkomen
De soort komt voor in Liberia, Ivoorkust, Ghana en Sierra Leone.